# Botanischer Garten Zagreb

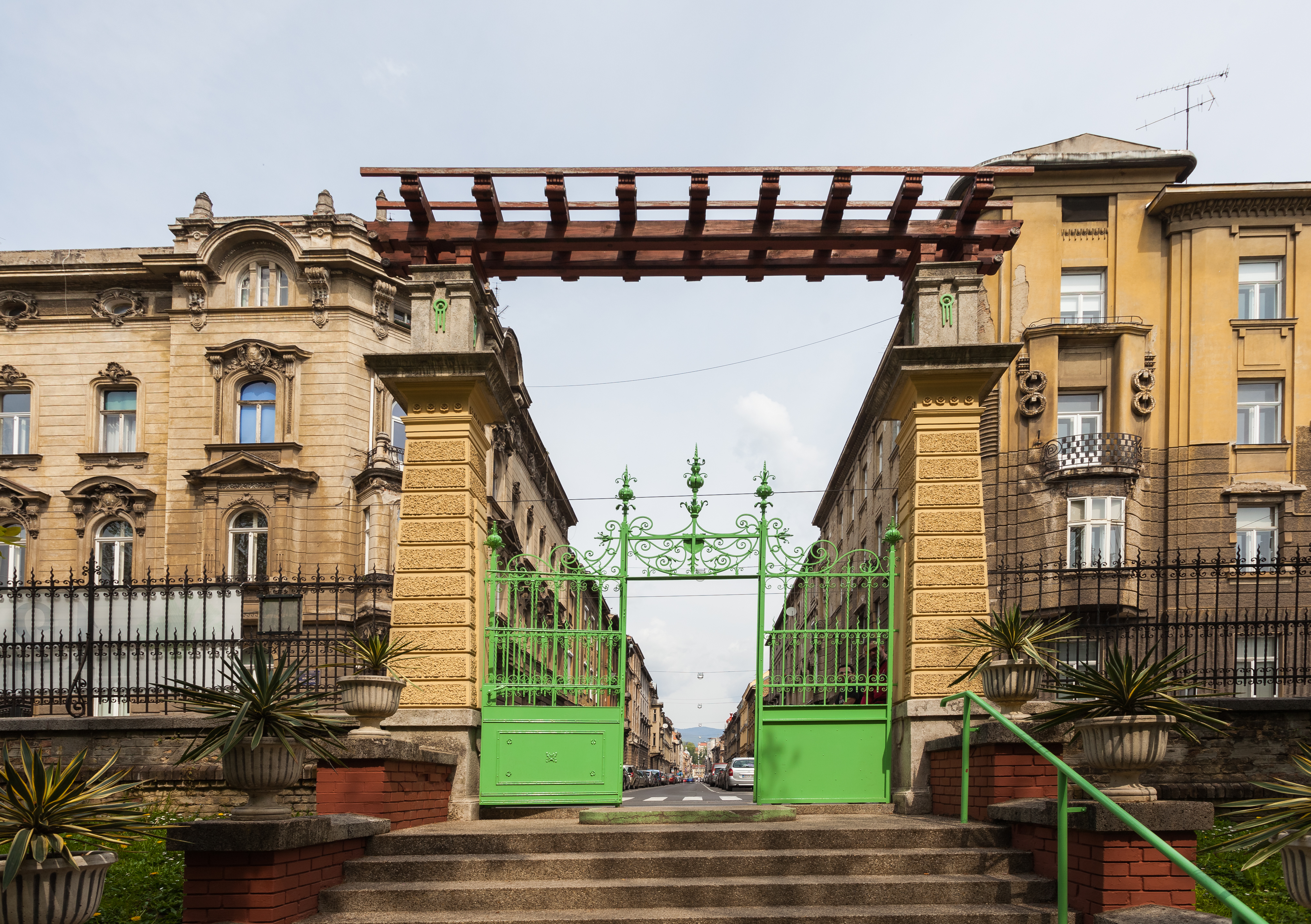
Eingangsbereich

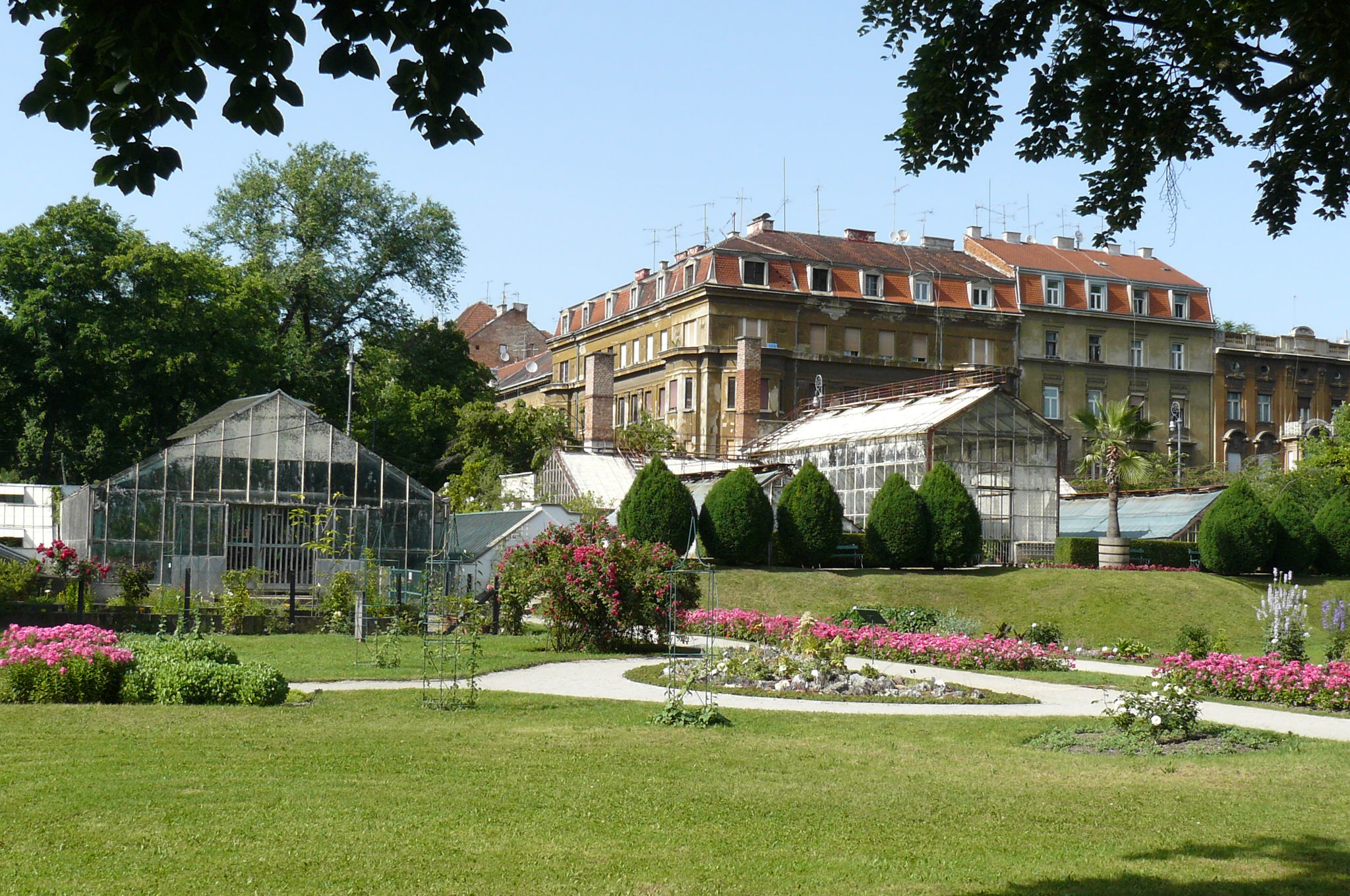
Botanischer Garten

Der Botanische Garten Zagreb (kroatisch: Botanicki vrt u Zagrebu) liegt in der Stadtmitte von Zagreb, der Hauptstadt Kroatiens. Die Anlage ist ein Teil des sogenannten Grünen Hufeisens.

## Anlage
Der Botanische Garten ist etwa 50.000 m² groß und beherbergt etwa 10.000 Pflanzenarten, darunter etwa 1.800 exotische, hauptsächlich aus Asien stammende Gewächse. Den größten Teil der Anlage belegt das im englischen Stil angelegte Arboretum. Daneben gibt es mehrere thematisch arrangierte Bereiche, zum Beispiel einen Alpengarten und Abteile für mediterrane, submediterrane und westeuropäische Pflanzenarten. In der Anlage befinden sich außerdem künstlich angelegte Teiche, verschiedene Gewächshäuser und ein Ausstellungspavillon.

## Geschichte
Bohuslav Jiruš, Professor für Botanik und Physiologie an der Universität Zagreb, entwickelte ab 1876 Ideen für die Errichtung eines Botanischen Gartens in Zagreb. In den 1880er Jahren würden diese Pläne konkreter gefasst und mit der Umsetzung begonnen. Antun Heinz, der Nachfolger Jiruš’, eröffnete die Anlage im Jahr 1889. Die ersten Gewächshäuser entstanden ab 1890. Anlässlich einer Messe wurde 1891 ein Ausstellungspavillon im Sezessionsstil erbaut, in den nächsten Jahren folgten mehrere Gewächshäuser und öffentliche Einrichtungen, außerdem wurden zwei Seen angelegt. Im Jahr 1906 wurde eine Exkursion in die Umgebung von Zagreb, Samobor und Gorski kotar durchgeführt, um Pflanzen für den Botanischen Garten zu sammeln.
Während des Ersten Weltkriegs musste der Garten zeitweilig für die Öffentlichkeit geschlossen werden, ebenso in der Zeit der Weltwirtschaftskrise. Trotzdem begann man in den 1920er Jahren mit der Anlage von thematisch gegliederten Pflanzenquartieren. 1933 wurde für die Wasserversorgung ein Brunnen mit zugehörigem Maschinengebäude errichtet, dieser zählt heute zu den letzten erhaltenen Brunnenanlagen Zagrebs aus der Zeit vor dem Zweiten Weltkrieg.
Im Zweiten Weltkrieg wurde der Botanische Garten schwer beschädigt und musste erneut geschlossen werden. Nach dem Krieg begann der Wiederaufbau. Von 1948 bis 1978 fungierte Sala Ungar als Direktor der Anlage. Unter seiner Leitung wurde der Garten wiedereröffnet, außerdem begann er mit der Anlage eines Pflanzenregisters und eines Samenverzeichnisses (Delectus Seminum). Ab den 1960er Jahren nahmen Exponate aus dem Botanischen Garten an verschiedenen Pflanzenmessen und -ausstellungen teil und wurden dabei mehrfach ausgezeichnet. 1971 bekam die Anlage den Status eines gesetzlich geschützten Gartenarchitektur-Denkmals verliehen. In den 1980er Jahren wurde der Garten umfassend saniert und in Teilen neu gestaltet. Anlässlich des 100-jährigen Bestehens im Jahr 1989 wurde eine Gedenktafel errichtet.
Zu Beginn der 2000er Jahre wurde die komplette Anlage saniert, da der Pflanzenbestand aufgrund eingeschleppter Schädlinge bedroht war. Im gleichen Zeitraum erfolgte die Restaurierung und Instandsetzung sämtlicher technischer und baulicher Einrichtungen.
Seit 2013 ist der Botanische Garten eine Sonderabteilung des Fachbereichs Biologie der Universität Zagreb.